# Brekov
Brekov este o comună slovacă, aflată în districtul Humenné din regiunea Prešov, pe malul râului Laborec⁠(d). Localitatea se află la altitudinea de 140 m deasupra n.m., se întinde pe o suprafață de 9,72 km2 și în 2017 număra 1.319 locuitori. Se învecinează cu comuna Humenné.

## Istoric
Localitatea Brekov este atestată documentar din 1314.

## Demografie
| An:                | 1994 | 2004   | 2014   | 2024   |
| ------------------ | ---- | ------ | ------ | ------ |
| Număr de persoane: | 1236 | 1262   | 1368   | 1308   |
| Diferență:         |      | +2,10% | +8,39% | −4,38% |

| An:                | 2023 | 2024   |
| ------------------ | ---- | ------ |
| Număr de persoane: | 1321 | 1308   |
| Diferență:         |      | −0,98% |